# Мішковина

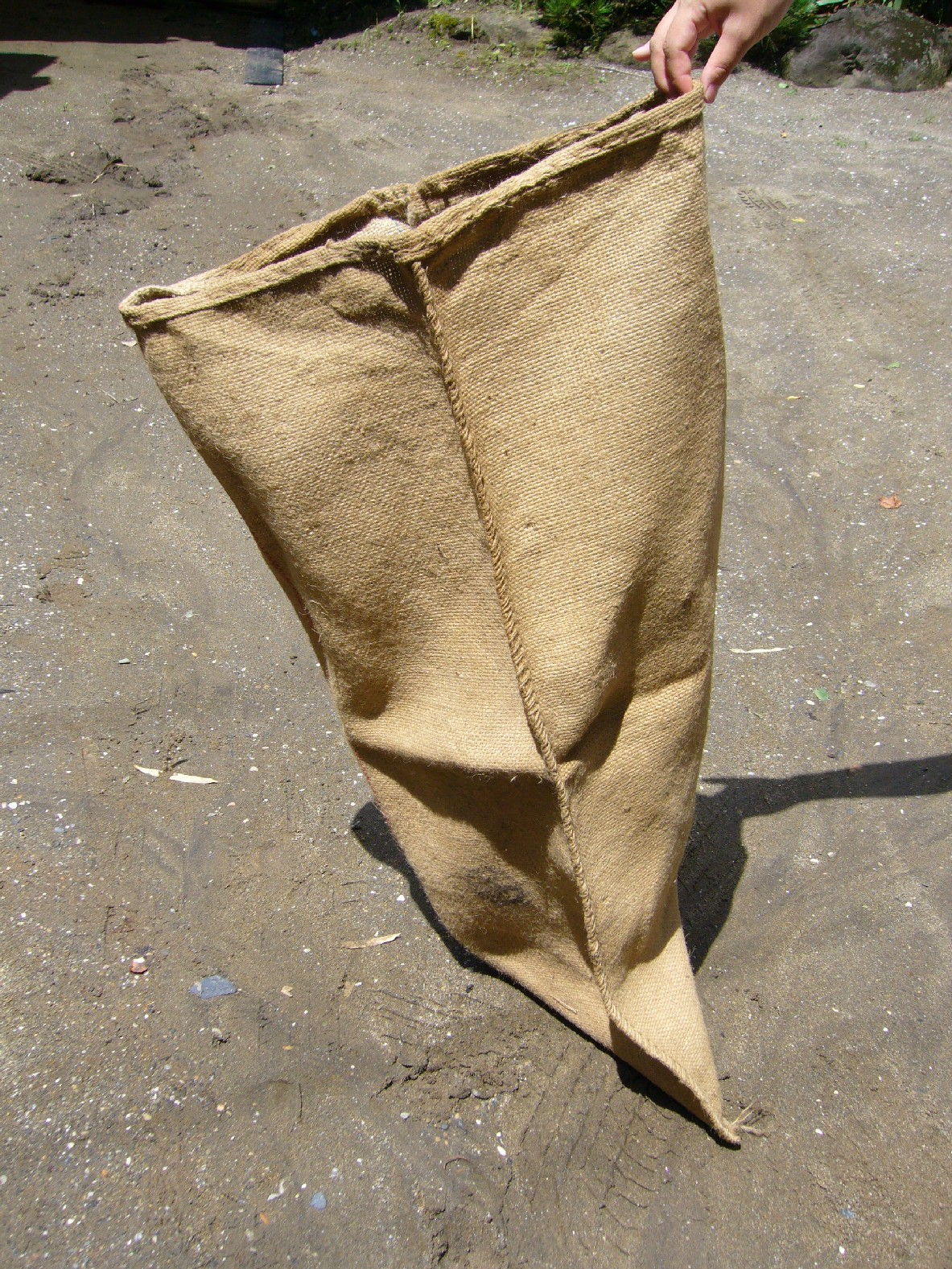
Мішок з мішковини

Мішкови́на — груба міцна тканина, що виробляється з товстої пряжі полотняним переплетенням ниток. Пряжа для мішковини виготовляється з грубостебельних (жорстких луб'яних) волокон: джуту, кенафу, канатника, конопель тощо. Мішковина використовується для виготовлення мішків, грубого одягу, грубих фільтрів для води і технічних рідин, а також як пакувальний матеріал.